# Ельцы (Юрьев-Польский район)
Ельцы — село в Юрьев-Польском районе Владимирской области России, входит в состав Небыловского сельского поселения.

## География
Село расположено в 17 км на северо-запад от центра поселения села Небылое и в 13 км на юго-восток от райцентра города Юрьев-Польский.

## История
Церковь в селе Ельцах существовала уже в XV столетии, в книгах патриаршего казенного приказа 1654 года значится церковь Воскресения Христова с приделом Пресвятой Богородицы Казанской. В 1692 году, при патриархе Адриане, Суздальским митрополитом Илларионом дан был новый освященный антиминс. В селе существовала каменная двухэтажная церковь, время построения ее неизвестно. При ней до 30-х годов XIX столетия была звонница деревянная, а в это время усердием прихожан построена каменная колокольня и каменная ограда. Престолов в церкви два: в верхнем холодном этаже - престол в честь Воскресения Христова и в нижнем теплом этаже – в честь Казанской иконы Божией Матери… В 1896 году в селе Ельцах 105 дворов, душ мужского пола 283, а женского — 320 душ.
В конце XIX — начале XX века село входило в состав Никульской волости Юрьевского уезда.
С 1929 года село входило в состав Никульского сельсовета Юрьев-Польского района, с 1935 года — Небыловского района, с 1965 года — в составе Федоровского сельсовета Юрьев-Польского района.

## Население
| 1859 |
| ---- |
| 433  |

| 1859 | 1905 | 2002 | 2010 | 2021 |
| ---- | ---- | ---- | ---- | ---- |
| 433  | ↗609 | ↘4   | ↗15  | ↘5   |

## Достопримечательности
В селе находится полуразрушенная Церковь Воскресения Христова (1830).